# Saison 2024-2025 des Celtics de Boston
La saison 2024-2025 des Celtics de Boston est la 79e saison de la franchise en National Basketball Association (NBA).
Le 14 mars, les Celtics se qualifient pour les playoffs après leur victoire contre le Heat de Miami (103-91). 
Le 29 mars, ils sont assurés de terminer premier de la Division Atlantique après leur victoire contre les Spurs de San Antonio (121-111).
Le 16 mai, ils sont éliminés par les Knicks de New York en demi-finale de conférence des playoffs (2-4) après avoir battu le Magic d'Orlando au premier tour (4-1). 

## Draft
| Tour | Choix | Joueur            | Poste | Nationalité | Provenance            |
| ---- | ----- | ----------------- | ----- | ----------- | --------------------- |
| 1    | 30    | Baylor Scheierman | SG/SF | États-Unis  | Bluejays de Creighton |
| 2    | 54    | Anton Watson      | PF    | États-Unis  | Bulldogs de Gonzaga   |

## Matchs

### Summer League
| Summer League Total: 2-3 |

| Match | Date match | Équipe       | Score     | Meilleur marqueur   | Meilleur rebondeur    | Meilleur passeur    | Lieux Spectateurs      | Série |
| ----- | ---------- | ------------ | --------- | ------------------- | --------------------- | ------------------- | ---------------------- | ----- |
| 1     | 13 juillet | Miami        | D 114-119 | Jaden Springer (23) | Neemias Queta (9)     | JD Davison (7)      | Cox Pavilion 0         | 0 - 1 |
| 2     | 15 juillet | L.A. Lakers  | V 88-74   | Neemias Queta (22)  | Neemias Queta (8)     | JD Davison (7)      | Thomas & Mack Center 0 | 1 - 1 |
| 3     | 17 juillet | Charlotte    | V 89-84   | Ramsey, Watson (15) | Baylor Scheierman (6) | Jahmi'us Ramsey (5) | Cox Pavilion 0         | 2 - 1 |
| 4     | 19 juillet | Dallas       | D 90-101  | Jaelen House (18)   | Jordan Walsh (11)     | Jaelen House (9)    | Cox Pavilion 0         | 2 - 2 |
| 5     | 21 juillet | Philadelphie | D 98-103  | Jordan Walsh (18)   | Scheierman, Walsh (7) | Jaelen House (6)    | Cox Pavilion 0         | 2 - 3 |

### Pré-saison
| Pré-saison Total: 4-1 (Domicile : 3-0; Extérieur : 1-1) |

| Match | Date match | Équipe       | Score     | Meilleur marqueur     | Meilleur rebondeur | Meilleur passeur     | Lieux Spectateurs       | Série |
| ----- | ---------- | ------------ | --------- | --------------------- | ------------------ | -------------------- | ----------------------- | ----- |
| 1     | 4 octobre  | @ Denver     | V 107-103 | Payton Pritchard (21) | Luke Kornet (11)   | Payton Pritchard (6) | Etihad Arena 12 002     | 1 - 0 |
| 2     | 6 octobre  | Denver       | V 130-104 | Jaylen Brown (21)     | Sam Hauser (8)     | Derrick White (6)    | Etihad Arena 11 527     | 2 - 0 |
| 3     | 12 octobre | Philadelphie | V 139-89  | Jaylen Brown (18)     | Jayson Tatum (10)  | Payton Pritchard (8) | TD Garden 19 156        | 3 - 0 |
| 4     | 13 octobre | Toronto      | V 115-111 | Drew Peterson (23)    | Neemias Queta (15) | Payton Pritchard (9) | TD Garden 19 156        | 4 - 0 |
| 5     | 15 octobre | @ Toronto    | D 118-119 | Jayson Tatum (24)     | Xavier Tillman (8) | Jayson Tatum (6)     | Scotiabank Arena 17 507 | 4 - 1 |

### Saison régulière
| Saison régulière Total: 61-21 (Domicile : 28-13; Extérieur : 33-8) |

| Match | Date match | Équipe       | Score          | Meilleur marqueur | Meilleur rebondeur | Meilleur passeur  | Lieux Spectateurs            | Série |
| ----- | ---------- | ------------ | -------------- | ----------------- | ------------------ | ----------------- | ---------------------------- | ----- |
| 1     | 22 octobre | New York     | V 132-109      | Jayson Tatum (37) | Brown, Tillman (7) | Jayson Tatum (10) | TD Garden 19 156             | 1 - 0 |
| 2     | 24 octobre | @ Washington | V 122-102      | Jaylen Brown (27) | Jayson Tatum (11)  | Jayson Tatum (6)  | Capital One Arena 18 610     | 2 - 0 |
| 3     | 26 octobre | @ Détroit    | V 124-118      | Jayson Tatum (37) | Jaylen Brown (10)  | Jaylen Brown (5)  | Little Caesars Arena 19 311  | 3 - 0 |
| 4     | 28 octobre | Milwaukee    | V 119-108      | Jaylen Brown (30) | Jayson Tatum (8)   | Derrick White (8) | TD Garden 19 156             | 4 - 0 |
| 5     | 30 octobre | @ Indiana    | D 132-135 (OT) | Jayson Tatum (37) | Luke Kornet (9)    | Jaylen Brown (5)  | Gainbridge Fieldhouse 17 274 | 4 - 1 |

| Match                                  | Date match   | Équipe        | Score          | Meilleur marqueur     | Meilleur rebondeur  | Meilleur passeur  | Lieux Spectateurs        | Série  |
| -------------------------------------- | ------------ | ------------- | -------------- | --------------------- | ------------------- | ----------------- | ------------------------ | ------ |
| 6                                      | 1er novembre | @ Charlotte   | V 124-109      | Jayson Tatum (32)     | Jayson Tatum (11)   | Brown, White (5)  | Spectrum Center 18 557   | 5 - 1  |
| 7                                      | 2 novembre   | @ Charlotte   | V 113-103      | Jayson Tatum (29)     | Derrick White (8)   | Jrue Holiday (6)  | Spectrum Center 19 253   | 6 - 1  |
| 8                                      | 4 novembre   | @ Atlanta     | V 123-93       | Jayson Tatum (28)     | Kornet, Queta (7)   | Jayson Tatum (9)  | State Farm Arena 15 031  | 7 - 1  |
| 9                                      | 6 novembre   | Golden State  | D 112-118      | Jayson Tatum (32)     | Jrue Holiday (9)    | Jrue Holiday (8)  | TD Garden 19 156         | 7 - 2  |
| 10                                     | 8 novembre   | Brooklyn      | V 108-104 (OT) | Jayson Tatum (33)     | Horford, Queta (10) | Tatum, White (6)  | TD Garden 19 156         | 8 - 2  |
| 11                                     | 10 novembre  | @ Milwaukee   | V 113-107      | Jayson Tatum (31)     | Jayson Tatum (12)   | Tatum, White (6)  | Fiserv Forum 17 341      | 9 - 2  |
| 12                                     | 12 novembre  | Atlanta*      | D 116-117      | Jaylen Brown (37)     | Tatum, White (6)    | Jayson Tatum (8)  | TD Garden 19 156         | 9 - 3  |
| 13                                     | 13 novembre  | @ Brooklyn    | V 139-112      | Jayson Tatum (36)     | Jaylen Brown (12)   | Jayson Tatum (10) | Barclays Center 18 112   | 10 - 3 |
| 14                                     | 16 novembre  | Toronto       | V 126-123 (OT) | Jaylen Brown (27)     | Jayson Tatum (11)   | Jayson Tatum (9)  | TD Garden 19 156         | 11 - 3 |
| 15                                     | 19 novembre  | Cleveland*    | V 120-117      | Jayson Tatum (33)     | Jayson Tatum (12)   | Jaylen Brown (8)  | TD Garden 19 156         | 12 - 3 |
| 16                                     | 22 novembre  | @ Washington* | V 108-96       | Jaylen Brown (31)     | Jaylen Brown (11)   | Jayson Tatum (8)  | Capital One Arena 20 385 | 13 - 3 |
| 17                                     | 24 novembre  | Minnesota     | V 107-105      | Jaylen Brown (29)     | Derrick White (9)   | Derrick White (5) | TD Garden 19 156         | 14 - 3 |
| 18                                     | 25 novembre  | L.A. Clippers | V 126-94       | Pritchard, Tatum (20) | Queta, Tatum (9)    | Derrick White (7) | TD Garden 19 156         | 15 - 3 |
| 19                                     | 29 novembre  | @ Chicago*    | V 138-129      | Jayson Tatum (35)     | Jayson Tatum (14)   | Jayson Tatum (5)  | United Center 19 798     | 16 - 3 |
| *Matchs comptant pour la NBA Cup 2024. |              |               |                |                       |                     |                   |                          |        |

| Match | Date match   | Équipe       | Score     | Meilleur marqueur     | Meilleur rebondeur     | Meilleur passeur      | Lieux Spectateurs                 | Série  |
| ----- | ------------ | ------------ | --------- | --------------------- | ---------------------- | --------------------- | --------------------------------- | ------ |
| 20    | 1er décembre | @ Cleveland  | D 111-115 | Jayson Tatum (33)     | Porziņģis, Tatum (8)   | Jrue Holiday (5)      | Rocket Mortgage FieldHouse 19 432 | 16 - 4 |
| 21    | 2 décembre   | Miami        | V 108-89  | Jaylen Brown (29)     | Jayson Tatum (11)      | Derrick White (8)     | TD Garden 19 156                  | 17 - 4 |
| 22    | 4 décembre   | Détroit      | V 130-120 | Jaylen Brown (28)     | Kristaps Porziņģis (9) | Derrick White (11)    | TD Garden 19 156                  | 18 - 4 |
| 23    | 6 décembre   | Milwaukee    | V 111-105 | Jayson Tatum (34)     | Jayson Tatum (10)      | Derrick White (7)     | TD Garden Not Yet Counted         | 19 - 4 |
| 24    | 7 décembre   | Memphis      | D 121-127 | Jrue Holiday (23)     | Jayson Tatum (13)      | Jayson Tatum (9)      | TD Garden 19 156                  | 19 - 5 |
| 25    | 12 décembre  | Détroit      | V 123-99  | Payton Pritchard (27) | Jaylen Brown (9)       | Payton Pritchard (10) | TD Garden} 19 156                 | 20 - 5 |
| 26    | 15 décembre  | @ Washington | V 112-98  | Jayson Tatum (28)     | Jayson Tatum (12)      | Payton Pritchard (6)  | Capital One Arena 16 227          | 21 - 5 |
| 27    | 19 décembre  | Chicago      | D 108-117 | Jayson Tatum (31)     | Jayson Tatum (10)      | Quatre joueurs (4)    | TD Garden 19 156                  | 21 - 6 |
| 28    | 21 décembre  | @ Chicago    | V 123-98  | Jayson Tatum (43)     | Jayson Tatum (15)      | Jayson Tatum (10)     | United Center 19 803              | 22 - 6 |
| 29    | 23 décembre  | @ Orlando    | D 104-108 | Jaylen Brown (35)     | Jaylen Brown (9)       | Brown, White (4)      | Kia Center 18 846                 | 22 - 7 |
| 30    | 25 décembre  | Philadelphie | D 114-118 | Jayson Tatum (32)     | Jayson Tatum (15)      | Payton Pritchard (5)  | TD Garden 19 156                  | 22 - 8 |
| 31    | 27 décembre  | Indiana      | V 142-105 | Jaylen Brown (44)     | Jayson Tatum (13)      | Payton Pritchard (10) | TD Garden 19 156                  | 23 - 8 |
| 32    | 29 décembre  | Indiana      | D 114-123 | Jaylen Brown (31)     | Kornet, Tatum (9)      | Brown, Tatum (6)      | TD Garden 19 156                  | 23 - 9 |
| 33    | 31 décembre  | Toronto      | V 125-71  | Jayson Tatum (23)     | Jaylen Brown (9)       | Trois joueurs (4)     | TD Garden 19 156                  | 24 - 9 |

| Match | Date match | Équipe                | Score          | Meilleur marqueur       | Meilleur rebondeur      | Meilleur passeur     | Lieux Spectateurs               | Série   |
| ----- | ---------- | --------------------- | -------------- | ----------------------- | ----------------------- | -------------------- | ------------------------------- | ------- |
| 34    | 2 janvier  | @ Minnesota           | V 118-115      | Jayson Tatum (33)       | Jayson Tatum (8)        | Jayson Tatum (9)     | Target Center 18 978            | 25 - 9  |
| 35    | 3 janvier  | @ Houston             | V 109-86       | Derrick White (23)      | Luke Kornet (10)        | Jayson Tatum (5)     | Toyota Center 18 055            | 26 - 9  |
| 36    | 5 janvier  | @ Oklahoma City       | D 92-105       | Jayson Tatum (26)       | Jayson Tatum (10)       | Jrue Holiday (6)     | Paycom Center 18 203            | 26 - 10 |
| 37    | 7 janvier  | @ Denver              | V 118-106      | Jayson Tatum (29)       | Kristaps Porziņģis (11) | Jaylen Brown (8)     | Ball Arena 19 904               | 27 - 10 |
| 38    | 10 janvier | Sacramento            | D 97-114       | Jaylen Brown (28)       | Jayson Tatum (12)       | Brown, Tatum (5)     | TD Garden 19 156                | 27 - 11 |
| 39    | 12 janvier | La Nouvelle-Orléans   | V 120-119      | Jayson Tatum (38)       | Porziņģis, Tatum (11)   | Jaylen Brown (7)     | TD Garden 19 156                | 28 - 11 |
| 40    | 15 janvier | @ Toronto             | D 97-110       | Payton Pritchard (20)   | Jayson Tatum (10)       | Jayson Tatum (7)     | Scotiabank Arena 18 566         | 28 - 12 |
| 41    | 17 janvier | Orlando               | V 121-94       | Jayson Tatum (30)       | Trois joueurs (6)       | Jaylen Brown (6)     | TD Garden 19 156                | 29 - 12 |
| 42    | 18 janvier | Atlanta               | D 115-119 (OT) | Jaylen Brown (24)       | Jaylen Brown (11)       | Jaylen Brown (8)     | TD Garden 19 156                | 29 - 13 |
| 43    | 20 janvier | @ Golden State        | V 125-85       | Jayson Tatum (22)       | Jayson Tatum (9)        | Payton Pritchard (9) | Chase Center 18 064             | 30 - 13 |
| 44    | 22 janvier | @ L.A. Clippers       | V 117-113 (OT) | Jaylen Brown (25)       | Jayson Tatum (7)        | Jayson Tatum (8)     | Intuit Dome 15 342              | 31 - 13 |
| 45    | 23 janvier | @ L.A. Lakers         | D 96-117       | Kristaps Porziņģis (22) | Jaylen Brown (8)        | Jayson Tatum (5)     | Crypto.com Arena 18 997         | 31 - 14 |
| 46    | 25 janvier | @ Dallas              | V 122-107      | Jayson Tatum (24)       | Luke Kornet (10)        | Jaylen Brown (6)     | American Airlines Center 20 421 | 32 - 14 |
| 47    | 27 janvier | Houston               | D 112-114      | Jaylen Brown (28)       | Kristaps Porziņģis (8)  | Jayson Tatum (7)     | TD Garden 19 156                | 32 - 15 |
| 48    | 29 janvier | Chicago               | V 122-100      | Kristaps Porziņģis (34) | Kristaps Porziņģis (11) | Payton Pritchard (7) | TD Garden 19 156                | 33 - 15 |
| 49    | 31 janvier | @ La Nouvelle-Orléans | V 118-116      | Jaylen Brown (28)       | Brown, Tatum (6)        | Jayson Tatum (10)    | Smoothie King Center 16 432     | 34 - 15 |

| Match                  | Date match | Équipe         | Score     | Meilleur marqueur     | Meilleur rebondeur      | Meilleur passeur     | Lieux Spectateurs                     | Série   |
| ---------------------- | ---------- | -------------- | --------- | --------------------- | ----------------------- | -------------------- | ------------------------------------- | ------- |
| 50                     | 2 février  | @ Philadelphie | V 118-110 | Jayson Tatum (35)     | Jaylen Brown (10)       | Jayson Tatum (11)    | Wells Fargo Center 19 766             | 35 - 15 |
| 51                     | 4 février  | @ Cleveland    | V 112-105 | Jayson Tatum (22)     | Al Horford (10)         | Jayson Tatum (7)     | Rocket Mortgage FieldHouse 19 432     | 36 - 15 |
| 52                     | 6 février  | Dallas         | D 120-127 | Jaylen Brown (25)     | Payton Pritchard (6)    | Payton Pritchard (6) | TD Garden 19 156                      | 36 - 16 |
| 53                     | 8 février  | @ New York     | V 131-104 | Jayson Tatum (40)     | Luke Kornet (12)        | Jaylen Brown (5)     | Madison Square Garden Not Yet Counted | 37 - 16 |
| 54                     | 10 février | @ Miami        | V 103-85  | Jayson Tatum (33)     | Horford, Pritchard (10) | Payton Pritchard (8) | Kaseya Center 19 961                  | 38 - 16 |
| 55                     | 12 février | San Antonio    | V 116-103 | Jayson Tatum (32)     | Jayson Tatum (14)       | Derrick White (9)    | TD Garden 19 156                      | 39 - 16 |
| NBA All-Star Game 2025 |            |                |           |                       |                         |                      |                                       |         |
| 56                     | 20 février | @ Philadelphie | V 124-104 | Payton Pritchard (28) | Jayson Tatum (11)       | Jayson Tatum (10)    | Wells Fargo Center 19 752             | 40 - 16 |
| 57                     | 23 février | New York       | V 118-105 | Jayson Tatum (25)     | Jayson Tatum (10)       | Jayson Tatum (9)     | TD Garden 19 156                      | 41 - 16 |
| 58                     | 25 février | @ Toronto      | V 111-101 | Jaylen Brown (24)     | Payton Pritchard (7)    | Jayson Tatum (11)    | Scotiabank Arena 18 134               | 42 - 16 |
| 59                     | 26 février | @ Détroit      | D 97-117  | Jayson Tatum (27)     | Al Horford (10)         | Jrue Holiday (6)     | Little Caesars Arena 20 062           | 42 - 17 |
| 60                     | 28 février | Cleveland      | D 116-123 | Jayson Tatum (46)     | Jayson Tatum (16)       | Jayson Tatum (9)     | TD Garden 19 156                      | 42 - 18 |

| Match | Date match | Équipe        | Score     | Meilleur marqueur       | Meilleur rebondeur      | Meilleur passeur     | Lieux Spectateurs        | Série   |
| ----- | ---------- | ------------- | --------- | ----------------------- | ----------------------- | -------------------- | ------------------------ | ------- |
| 61    | 2 mars     | Denver        | V 110-103 | Jaylen Brown (22)       | Jayson Tatum (11)       | Jaylen Brown (8)     | TD Garden 19 156         | 43 - 18 |
| 62    | 5 mars     | Portland      | V 128-118 | Payton Pritchard (43)   | Payton Pritchard (10)   | Jaylen Brown (8)     | TD Garden 19 156         | 44 - 18 |
| 63    | 6 mars     | Philadelphie  | V 123-105 | Jayson Tatum (35)       | Neemias Queta (9)       | Pritchard, White (6) | TD Garden 19 156         | 45 - 18 |
| 64    | 8 mars     | L.A. Lakers   | V 111-101 | Jayson Tatum (40)       | Jayson Tatum (12)       | Jayson Tatum (8)     | TD Garden 19 156         | 46 - 18 |
| 65    | 10 mars    | Utah          | V 114-108 | Sam Hauser (33)         | Trois joueurs (8)       | Derrick White (10)   | TD Garden 19 156         | 47 - 18 |
| 66    | 12 mars    | Oklahoma City | D 112-118 | Jayson Tatum (33)       | Al Horford (10)         | Jayson Tatum (8)     | TD Garden 19 156         | 47 - 19 |
| 67    | 14 mars    | @ Miami       | V 103-91  | Jayson Tatum (28)       | Al Horford (9)          | Horford, Tatum (5)   | Kaseya Center 19 719     | 48 - 19 |
| 68    | 15 mars    | @ Brooklyn    | V 115-113 | Kristaps Porziņģis (24) | Kornet, Tatum (8)       | Jrue Holiday (12)    | Barclays Center 18 016   | 49 - 19 |
| 69    | 18 mars    | Brooklyn      | V 104-96  | Kristaps Porziņģis (25) | Kristaps Porziņģis (13) | Jrue Holiday (8)     | TD Garden 19 156         | 50 - 19 |
| 70    | 21 mars    | @ Utah        | V 121-99  | Kristaps Porziņģis (27) | Kristaps Porziņģis (10) | Porziņģis, Tatum (6) | Delta Center 18 175      | 51 - 19 |
| 71    | 23 mars    | @ Portland    | V 129-116 | Jayson Tatum (30)       | Jayson Tatum (9)        | Jayson Tatum (9)     | Moda Center 18 181       | 52 - 19 |
| 72    | 24 mars    | @ Sacramento  | V 113-95  | Jayson Tatum (25)       | Kornet, Porziņģis (8)   | Tatum, White (8)     | Golden 1 Center 15 855   | 53 - 19 |
| 73    | 26 mars    | @ Phoenix     | V 132-102 | Kristaps Porziņģis (30) | Al Horford (10)         | Derrick White (7)    | Footprint Center 17 071  | 54 - 19 |
| 74    | 29 mars    | @ San Antonio | V 121-111 | Jayson Tatum (29)       | Luke Kornet (16)        | Jayson Tatum (8)     | Frost Bank Center 18 674 | 55 - 19 |
| 75    | 31 mars    | @ Memphis     | V 117-103 | Al Horford (26)         | Jayson Tatum (14)       | Derrick White (10)   | FedExForum 16 867        | 56 - 19 |

| Match | Date match | Équipe     | Score          | Meilleur marqueur          | Meilleur rebondeur | Meilleur passeur      | Lieux Spectateurs            | Série   |
| ----- | ---------- | ---------- | -------------- | -------------------------- | ------------------ | --------------------- | ---------------------------- | ------- |
| 76    | 2 avril    | Miami      | D 103-124      | Jaylen Brown (24)          | Jaylen Brown (9)   | Jayson Tatum (7)      | TD Garden 19 156             | 56 - 20 |
| 77    | 4 avril    | Phoenix    | V 123-103      | Jaylen Brown (31)          | Derrick White (9)  | Jayson Tatum (8)      | TD Garden 19 156             | 57 - 20 |
| 78    | 6 avril    | Washington | V 124-90       | Payton Pritchard (20)      | Luke Kornet (14)   | Payton Pritchard (7)  | TD Garden 19 156             | 58 - 20 |
| 79    | 8 avril    | @ New York | V 119-117 (OT) | Kristaps Porziņģis (34)    | Derrick White (8)  | Derrick White (9)     | Madison Square Garden 19 812 | 59 - 20 |
| 80    | 9 avril    | @ Orlando  | D 76-96        | Pritchard, Scheierman (15) | Craig, Queta (7)   | Payton Pritchard (10) | Kia Center 19 128            | 59 - 21 |
| 81    | 11 avril   | Charlotte  | V 130-94       | Payton Pritchard (22)      | Al Horford (11)    | Jayson Tatum (8)      | TD Garden 19 156             | 60 - 21 |
| 82    | 13 avril   | Charlotte  | V 93-86        | Payton Pritchard (34)      | Kornet, Walsh (8)  | Payton Pritchard (7)  | TD Garden 19 156             | 61 - 21 |

### Playoffs
| Playoffs Total: 6-5 (Domicile : 4-2; Extérieur : 2-3) |

| Match | Date match | Équipe    | Score     | Meilleur marqueur  | Meilleur rebondeur | Meilleur passeur  | Lieux Spectateurs | Série |
| ----- | ---------- | --------- | --------- | ------------------ | ------------------ | ----------------- | ----------------- | ----- |
| 1     | 20 avril   | Orlando   | V 103-86  | Derrick White (30) | Jayson Tatum (14)  | Jrue Holiday (8)  | TD Garden 19 156  | 1 - 0 |
| 2     | 23 avril   | Orlando   | V 109-100 | Jaylen Brown (36)  | Trois joueurs (10) | Jrue Holiday (6)  | TD Garden 19 156  | 2 - 0 |
| 3     | 25 avril   | @ Orlando | D 93-95   | Jayson Tatum (36)  | Jayson Tatum (9)   | Derrick White (5) | Kia Center 18 967 | 2 - 1 |
| 4     | 27 avril   | @ Orlando | V 107-98  | Jayson Tatum (37)  | Jayson Tatum (14)  | Derrick White (7) | Kia Center 19 073 | 3 - 1 |
| 5     | 29 avril   | Orlando   | V 120-89  | Jayson Tatum (35)  | Jayson Tatum (8)   | Jayson Tatum (10) | TD Garden 19 156  | 4 - 1 |

| Match | Date match | Équipe     | Score          | Meilleur marqueur     | Meilleur rebondeur | Meilleur passeur   | Lieux Spectateurs            | Série |
| ----- | ---------- | ---------- | -------------- | --------------------- | ------------------ | ------------------ | ---------------------------- | ----- |
| 1     | 5 mai      | New York   | D 105-108 (OT) | Brown, Tatum (23)     | Jayson Tatum (16)  | Jayson Tatum (6)   | TD Garden 19 156             | 0 - 1 |
| 2     | 7 mai      | New York   | D 90-91        | Brown, White (20)     | Jayson Tatum (14)  | Trois joueurs (5)  | TD Garden 19 156             | 0 - 2 |
| 3     | 10 mai     | @ New York | V 115-93       | Payton Pritchard (23) | Horford, Tatum (9) | Jayson Tatum (7)   | Madison Square Garden 19 812 | 1 - 2 |
| 4     | 12 mai     | @ New York | D 113-121      | Jayson Tatum (42)     | Jayson Tatum (8)   | Horford, Tatum (4) | Madison Square Garden 19 812 | 1 - 3 |
| 5     | 14 mai     | New York   | V 127-102      | Derrick White (34)    | Luke Kornet (9)    | Jaylen Brown (12)  | TD Garden 19 812             | 2 - 3 |
| 6     | 16 mai     | @ New York | D 81-119       | Jaylen Brown (20)     | Jaylen Brown (6)   | Jaylen Brown (6)   | Madison Square Garden 19 812 | 2 - 4 |

### Confrontations en saison régulière
| Conférence Est      | Conférence Est                             | Conférence Est                             | Conférence Est                             | Conférence Est                             | Conférence Est                             | Conférence Ouest                           | Conférence Ouest                           | Conférence Ouest                           |
| Division Atlantique | Division Atlantique                        | Division Atlantique                        | Division Atlantique                        | Division Atlantique                        | Division Atlantique                        | Division Nord-Ouest                        | Division Nord-Ouest                        | Division Nord-Ouest                        |
| Équipe              | Domicile                                   | Domicile                                   | Extérieur                                  | Extérieur                                  | Extérieur                                  | Équipe                                     | Domicile                                   | Extérieur                                  |
| ------------------- | ------------------------------------------ | ------------------------------------------ | ------------------------------------------ | ------------------------------------------ | ------------------------------------------ | ------------------------------------------ | ------------------------------------------ | ------------------------------------------ |
|                     |                                            |                                            |                                            |                                            |                                            | Denver                                     | 110-103                                    | 118-106                                    |
| Brooklyn            | 108-104 (OT)                               | 104-96                                     | 139-112                                    | 115-113                                    |                                            | Minnesota                                  | 107-105                                    | 118-115                                    |
| New York            | 132-109                                    | 118-105                                    | 131-104                                    | 119-117 (OT)                               |                                            | Oklahoma City                              | 112-118                                    | 92-105                                     |
| Philadelphie        | 114-118                                    | 123-105                                    | 118-110                                    | 124-104                                    |                                            | Portland                                   | 128-118                                    | 129-116                                    |
| Toronto             | 126-123 (OT)                               | 125-71                                     | 97-110                                     | 111-101                                    |                                            | Utah                                       | 114-108                                    | 121-99                                     |
| Division            | 14–2 (Domicile : 7–1; Extérieur : 7–1)     | 14–2 (Domicile : 7–1; Extérieur : 7–1)     | 14–2 (Domicile : 7–1; Extérieur : 7–1)     | 14–2 (Domicile : 7–1; Extérieur : 7–1)     | 14–2 (Domicile : 7–1; Extérieur : 7–1)     | Division                                   | 8–2 (Domicile : 4–1; Extérieur : 4–1)      | 8–2 (Domicile : 4–1; Extérieur : 4–1)      |
| Division Centrale   | Division Centrale                          | Division Centrale                          | Division Centrale                          | Division Centrale                          | Division Centrale                          | Division Pacifique                         | Division Pacifique                         | Division Pacifique                         |
| Équipe              | Domicile                                   | Domicile                                   | Extérieur                                  | Extérieur                                  | Extérieur                                  | Équipe                                     | Domicile                                   | Extérieur                                  |
| Chicago             | 108-117                                    | 122-100                                    | 138-129                                    | 123-98                                     |                                            | Golden State                               | 112-118                                    | 125-85                                     |
| Cleveland           | 120-117                                    | 116-123                                    | 111-115                                    | 112-105                                    |                                            | L.A. Clippers                              | 126-94                                     | 117-113 (OT)                               |
| Détroit             | 130-120                                    | 123-99                                     | 124-118                                    | 97-117                                     |                                            | L.A. Lakers                                | 111-101                                    | 96-117                                     |
| Indiana             | 142-105                                    | 114-123                                    | 132-135 (OT)                               |                                            |                                            | Phoenix                                    | 123-103                                    | 132-102                                    |
| Milwaukee           | 119-108                                    | 111-105                                    | 113-107                                    |                                            |                                            | Sacramento                                 | 97-114                                     | 113-95                                     |
| Division            | 12–6 (Domicile : 7–3; Extérieur : 5–3)     | 12–6 (Domicile : 7–3; Extérieur : 5–3)     | 12–6 (Domicile : 7–3; Extérieur : 5–3)     | 12–6 (Domicile : 7–3; Extérieur : 5–3)     | 12–6 (Domicile : 7–3; Extérieur : 5–3)     | Division                                   | 7–3 (Domicile : 3–2; Extérieur : 4–1)      | 7–3 (Domicile : 3–2; Extérieur : 4–1)      |
| Division Sud-Est    | Division Sud-Est                           | Division Sud-Est                           | Division Sud-Est                           | Division Sud-Est                           | Division Sud-Est                           | Division Sud-Ouest                         | Division Sud-Ouest                         | Division Sud-Ouest                         |
| Équipe              | Domicile                                   | Domicile                                   | Extérieur                                  | Extérieur                                  | Extérieur                                  | Équipe                                     | Domicile                                   | Extérieur                                  |
| Atlanta             | 116-117                                    | 115-119 (OT)                               | 123-93                                     |                                            |                                            | Dallas                                     | 120-127                                    | 122-107                                    |
| Charlotte           | 130-94                                     | 93-86                                      | 124-109                                    | 113-103                                    |                                            | Houston                                    | 112-114                                    | 109-86                                     |
| Miami               | 108-89                                     | 103-124                                    | 103-85                                     | 103-91                                     |                                            | Memphis                                    | 121-127                                    | 117-103                                    |
| Orlando             | 121-94                                     |                                            | 104-108                                    | 76-96                                      |                                            | New Orleans                                | 120-119                                    | 118-116                                    |
| Washington          | 124-90                                     |                                            | 122-102                                    | 108-96                                     | 112-98                                     | San Antonio                                | 116-103                                    | 121-111                                    |
| Division            | 13–5 (Domicile : 5–3; Extérieur : 8–2)     | 13–5 (Domicile : 5–3; Extérieur : 8–2)     | 13–5 (Domicile : 5–3; Extérieur : 8–2)     | 13–5 (Domicile : 5–3; Extérieur : 8–2)     | 13–5 (Domicile : 5–3; Extérieur : 8–2)     | Division                                   | 7–3 (Domicile : 2–3; Extérieur : 5–0)      | 7–3 (Domicile : 2–3; Extérieur : 5–0)      |
| Conférence          | 39–13 (Domicile : 19–7; Extérieur : 20–6)  | 39–13 (Domicile : 19–7; Extérieur : 20–6)  | 39–13 (Domicile : 19–7; Extérieur : 20–6)  | 39–13 (Domicile : 19–7; Extérieur : 20–6)  | 39–13 (Domicile : 19–7; Extérieur : 20–6)  | Conférence                                 | 22-8 (Domicile : 9–6; Extérieur : 13–2)    | 22-8 (Domicile : 9–6; Extérieur : 13–2)    |
| Total               | 61–21 (Domicile : 28–13; Extérieur : 33–8) | 61–21 (Domicile : 28–13; Extérieur : 33–8) | 61–21 (Domicile : 28–13; Extérieur : 33–8) | 61–21 (Domicile : 28–13; Extérieur : 33–8) | 61–21 (Domicile : 28–13; Extérieur : 33–8) | 61–21 (Domicile : 28–13; Extérieur : 33–8) | 61–21 (Domicile : 28–13; Extérieur : 33–8) | 61–21 (Domicile : 28–13; Extérieur : 33–8) |

## Classements

### Saison régulière
| Conférence Est | Conférence Est             | Conférence Est | Conférence Est | Conférence Est | Conférence Est | Conférence Est | Conférence Est |
| No             | Franchise                  | Vic.           | Déf.           | MJ             | V/D            | GB             |                |
| -------------- | -------------------------- | -------------- | -------------- | -------------- | -------------- | -------------- | -------------- |
| 1              | Cavaliers de Cleveland - c | 64             | 18             | 82             | .780           | –              |                |
| 2              | Celtics de Boston - y      | 61             | 21             | 82             | .744           | 3              |                |
| 3              | Knicks de New York - x     | 51             | 31             | 82             | .622           | 13             |                |
| 4              | Pacers de l'Indiana - x    | 50             | 32             | 82             | .610           | 14             |                |
| 5              | Bucks de Milwaukee - x     | 48             | 34             | 82             | .585           | 16             |                |
| 6              | Pistons de Détroit - x     | 44             | 38             | 82             | .537           | 20             |                |
|                |                            |                |                |                |                |                |                |
| 7              | Magic d'Orlando - y        | 41             | 41             | 82             | .500           | 23             |                |
| 8              | Hawks d'Atlanta - pi       | 40             | 42             | 82             | .488           | 24             |                |
| 9              | Bulls de Chicago - pi      | 39             | 43             | 82             | .476           | 25             |                |
| 10             | Heat de Miami - x          | 37             | 45             | 82             | .451           | 27             |                |
|                |                            |                |                |                |                |                |                |
| 11             | Raptors de Toronto - o     | 30             | 52             | 82             | .366           | 34             |                |
| 12             | Nets de Brooklyn - o       | 26             | 56             | 82             | .317           | 38             |                |
| 13             | 76ers de Philadelphie - o  | 24             | 58             | 82             | .293           | 40             |                |
| 14             | Hornets de Charlotte - o   | 19             | 63             | 82             | .232           | 45             |                |
| 15             | Wizards de Washington - o  | 18             | 64             | 82             | .220           | 46             |                |

| Division Atlantique       | V  | D  | MJ | V/D  | GB | Dom   | Ext   | Div  |
| ------------------------- | -- | -- | -- | ---- | -- | ----- | ----- | ---- |
| Celtics de Boston - y     | 61 | 21 | 82 | .744 | –  | 29-13 | 33-8  | 14-2 |
| Knicks de New York - x    | 51 | 31 | 82 | .622 | 10 | 27-14 | 24-17 | 12-4 |
| Raptors de Toronto - o    | 30 | 52 | 82 | .366 | 31 | 18-23 | 12-29 | 8-8  |
| Nets de Brooklyn - o      | 26 | 56 | 82 | .317 | 35 | 12-29 | 14-27 | 3-13 |
| 76ers de Philadelphie - o | 24 | 58 | 82 | .293 | 37 | 12-29 | 12-29 | 3-13 |

### NBA In-Season Tournament
| Rang | Équipe                 | %    | J | G | P | Pp  | Pc  | Diff |
| ---- | ---------------------- | ---- | - | - | - | --- | --- | ---- |
| 1    | Hawks d'Atlanta        | .750 | 4 | 3 | 1 | 485 | 470 | 15   |
| 2    | Celtics de Boston      | .750 | 4 | 3 | 1 | 482 | 459 | 23   |
| 3    | Cavaliers de Cleveland | .500 | 4 | 2 | 2 | 480 | 450 | 30   |
| 4    | Bulls de Chicago       | .500 | 4 | 2 | 2 | 518 | 512 | 6    |
| 5    | Wizards de Washington  | .000 | 4 | 0 | 4 | 408 | 482 | -74  |

|  | Quarts de finale                     | Quarts de finale                 | Quarts de finale                 | Quarts de finale                 |                         |                         | Demi-finales                     | Demi-finales                     | Demi-finales                     | Demi-finales                     |  |  | Finale                           | Finale                           | Finale                           | Finale                           |
|  |                                      |                                  |                                  |                                  |                         |                         |                                  |                                  |                                  |                                  |  |  |                                  |                                  |                                  |                                  |
|  | 10 décembre 2024 – Milwaukee, WI     | 10 décembre 2024 – Milwaukee, WI | 10 décembre 2024 – Milwaukee, WI | 10 décembre 2024 – Milwaukee, WI |                         |                         | 14 décembre 2024 – Las Vegas, NV | 14 décembre 2024 – Las Vegas, NV | 14 décembre 2024 – Las Vegas, NV | 14 décembre 2024 – Las Vegas, NV |  |  | 17 décembre 2024 – Las Vegas, NV | 17 décembre 2024 – Las Vegas, NV | 17 décembre 2024 – Las Vegas, NV | 17 décembre 2024 – Las Vegas, NV |
|  | 10 décembre 2024 – Milwaukee, WI     | 10 décembre 2024 – Milwaukee, WI | 10 décembre 2024 – Milwaukee, WI | 10 décembre 2024 – Milwaukee, WI |                         |                         | 14 décembre 2024 – Las Vegas, NV | 14 décembre 2024 – Las Vegas, NV | 14 décembre 2024 – Las Vegas, NV | 14 décembre 2024 – Las Vegas, NV |  |  | 17 décembre 2024 – Las Vegas, NV | 17 décembre 2024 – Las Vegas, NV | 17 décembre 2024 – Las Vegas, NV | 17 décembre 2024 – Las Vegas, NV |
|  | Bucks de Milwaukee                   | Bucks de Milwaukee               | 114                              | 114                              |                         |                         | 14 décembre 2024 – Las Vegas, NV | 14 décembre 2024 – Las Vegas, NV | 14 décembre 2024 – Las Vegas, NV | 14 décembre 2024 – Las Vegas, NV |  |  | 17 décembre 2024 – Las Vegas, NV | 17 décembre 2024 – Las Vegas, NV | 17 décembre 2024 – Las Vegas, NV | 17 décembre 2024 – Las Vegas, NV |
|  | Bucks de Milwaukee                   | Bucks de Milwaukee               | 114                              | 114                              |                         |                         | 14 décembre 2024 – Las Vegas, NV | 14 décembre 2024 – Las Vegas, NV | 14 décembre 2024 – Las Vegas, NV | 14 décembre 2024 – Las Vegas, NV |  |  | 17 décembre 2024 – Las Vegas, NV | 17 décembre 2024 – Las Vegas, NV | 17 décembre 2024 – Las Vegas, NV | 17 décembre 2024 – Las Vegas, NV |
|  | Magic d'Orlando                      | Magic d'Orlando                  | 109                              | 109                              |                         |                         | 14 décembre 2024 – Las Vegas, NV | 14 décembre 2024 – Las Vegas, NV | 14 décembre 2024 – Las Vegas, NV | 14 décembre 2024 – Las Vegas, NV |  |  | 17 décembre 2024 – Las Vegas, NV | 17 décembre 2024 – Las Vegas, NV | 17 décembre 2024 – Las Vegas, NV | 17 décembre 2024 – Las Vegas, NV |
|  | Magic d'Orlando                      | Magic d'Orlando                  | 109                              | 109                              | Bucks de Milwaukee      | Bucks de Milwaukee      | 110                              | 110                              |                                  |                                  |  |  | 17 décembre 2024 – Las Vegas, NV | 17 décembre 2024 – Las Vegas, NV | 17 décembre 2024 – Las Vegas, NV | 17 décembre 2024 – Las Vegas, NV |
|  | 11 décembre 2024 – New York, NY      |                                  |                                  |                                  | Bucks de Milwaukee      | Bucks de Milwaukee      | 110                              | 110                              |                                  |                                  |  |  | 17 décembre 2024 – Las Vegas, NV | 17 décembre 2024 – Las Vegas, NV | 17 décembre 2024 – Las Vegas, NV | 17 décembre 2024 – Las Vegas, NV |
|  |                                      |                                  | Hawks d'Atlanta                  | Hawks d'Atlanta                  | 102                     | 102                     |                                  |                                  |                                  |                                  |  |  | 17 décembre 2024 – Las Vegas, NV | 17 décembre 2024 – Las Vegas, NV | 17 décembre 2024 – Las Vegas, NV | 17 décembre 2024 – Las Vegas, NV |
|  | Knicks de New York                   | Knicks de New York               | Hawks d'Atlanta                  | Hawks d'Atlanta                  | 102                     | 102                     | 100                              | 100                              |                                  |                                  |  |  | 17 décembre 2024 – Las Vegas, NV | 17 décembre 2024 – Las Vegas, NV | 17 décembre 2024 – Las Vegas, NV | 17 décembre 2024 – Las Vegas, NV |
|  | Knicks de New York                   | Knicks de New York               | 14 décembre 2024 – Las Vegas, NV |                                  |                         |                         | 100                              | 100                              |                                  |                                  |  |  | 17 décembre 2024 – Las Vegas, NV | 17 décembre 2024 – Las Vegas, NV | 17 décembre 2024 – Las Vegas, NV | 17 décembre 2024 – Las Vegas, NV |
|  | Hawks d'Atlanta                      | Hawks d'Atlanta                  | 108                              | 108                              |                         |                         |                                  |                                  |                                  |                                  |  |  | 17 décembre 2024 – Las Vegas, NV | 17 décembre 2024 – Las Vegas, NV | 17 décembre 2024 – Las Vegas, NV | 17 décembre 2024 – Las Vegas, NV |
|  | Hawks d'Atlanta                      | Hawks d'Atlanta                  | 108                              | 108                              | Bucks de Milwaukee      | Bucks de Milwaukee      | 97                               | 97                               |                                  |                                  |  |  |                                  |                                  |                                  |                                  |
|  | 10 décembre 2024 – Oklahoma City, OK |                                  |                                  |                                  | Bucks de Milwaukee      | Bucks de Milwaukee      | 97                               | 97                               |                                  |                                  |  |  |                                  |                                  |                                  |                                  |
|  |                                      |                                  | Thunder d'Oklahoma City          | Thunder d'Oklahoma City          | 81                      | 81                      |                                  |                                  |                                  |                                  |  |  |                                  |                                  |                                  |                                  |
|  | Thunder d'Oklahoma City              | Thunder d'Oklahoma City          | Thunder d'Oklahoma City          | Thunder d'Oklahoma City          | 81                      | 81                      | 118                              | 118                              |                                  |                                  |  |  |                                  |                                  |                                  |                                  |
|  | Thunder d'Oklahoma City              | Thunder d'Oklahoma City          |                                  |                                  |                         |                         |                                  |                                  |                                  |                                  |  |  |                                  |                                  |                                  |                                  |
|  | Mavericks de Dallas                  | Mavericks de Dallas              | 104                              | 104                              |                         |                         |                                  |                                  |                                  |                                  |  |  |                                  |                                  |                                  |                                  |
|  | Mavericks de Dallas                  | Mavericks de Dallas              | 104                              | 104                              | Thunder d'Oklahoma City | Thunder d'Oklahoma City | 111                              | 111                              |                                  |                                  |  |  |                                  |                                  |                                  |                                  |
|  | 11 décembre 2024 – Houston, TX       |                                  |                                  |                                  | Thunder d'Oklahoma City | Thunder d'Oklahoma City | 111                              | 111                              |                                  |                                  |  |  |                                  |                                  |                                  |                                  |
|  |                                      |                                  | Rockets de Houston               | Rockets de Houston               | 96                      | 96                      |                                  |                                  |                                  |                                  |  |  |                                  |                                  |                                  |                                  |
|  | Rockets de Houston                   | Rockets de Houston               | Rockets de Houston               | Rockets de Houston               | 96                      | 96                      | 91                               | 91                               |                                  |                                  |  |  |                                  |                                  |                                  |                                  |
|  | Rockets de Houston                   | Rockets de Houston               |                                  |                                  |                         |                         |                                  | 91                               |                                  |                                  |  |  |                                  |                                  |                                  |                                  |
|  | Warriors de Golden State             | Warriors de Golden State         | 90                               | 90                               |                         |                         |                                  |                                  |                                  |                                  |  |  |                                  |                                  |                                  |                                  |
|  | Warriors de Golden State             | Warriors de Golden State         | 90                               | 90                               |                         |                         |                                  |                                  |                                  |                                  |  |  |                                  |                                  |                                  |                                  |
|  |                                      |                                  |                                  |                                  |                         |                         |                                  |                                  |                                  |                                  |  |  |                                  |                                  |                                  |                                  |